# جبريل أرانا
جبريل أرانا (بالإنجليزية: Gabriel Arana)‏ هو صحفي أمريكي، ولد في 10 أبريل 1983.